# Ach Gott, vom Himmel sieh darein, BWV 2
Ach Gott, vom Himmel sieh darein (BWV 2) ist eine Kirchenkantate von Johann Sebastian Bach. Er schrieb sie in Leipzig für den zweiten Sonntag nach Trinitatis und führte sie am 18. Juni 1724 zum ersten Mal auf. Sie beruht auf dem gleichnamigen Lied von Martin Luther, das 1524 im Achtliederbuch veröffentlicht wurde. Die Kantate ist die zweite in Bachs zweitem Leipziger Kantatenjahrgang, der auch als Choralkantatenjahrgang bekannt ist.

## Thematik
Dem Werk liegt der gleichnamige reformatorische Choral, Ach Gott, vom Himmel sieh darein, von Martin Luther vom Ende des Jahres 1523 zugrunde. Die erste und die letzte Choralstrophe wurden im Wortlaut in den Sätzen 1 und 6 übernommen, während die anderen Texte Umdichtungen eines unbekannten Dichters sind. Den direkt übernommenen Strophen liegt jeweils die im Kern auf vorreformatorisches Gut zurückgehende modale Melodie zugrunde. Das Lied, eine Umdichtung von Psalm 12 , war Hauptlied für den zweiten Sonntag nach Trinitatis und steht in engem Bezug zu den in der Perikopenordnung vorgesehenen Lesungen des Sonntags: 1 Joh 3,13–18  als Epistel und Lukas 14,16–24 , das Gleichnis vom großen Abendmahl als Sonntagsevangelium.

## Besetzung und Aufbau
Die Kantate ist besetzt mit drei Solisten, Alt, Tenor und Bass, vierstimmigem Chor, vier Posaunen, drei Oboen, zwei Violinen, Viola und Basso continuo.
1. Coro: Ach Gott, vom Himmel sieh darein
2. Rezitativo (Tenor): Sie lehren eitel falsche List
3. Aria (Alt): Tilg, o Gott, die Lehren
4. Rezitativo (Bass): Die Armen sind verstört
5. Aria (Tenor): Durchs Feuer wird das Silber rein
6. Choral: Das wollst du, Gott, bewahren rein

## Musik
Auffällig im Vergleich zu anderen Kantaten Bachs ist die Gestaltung des Eingangssatzes, in dem die Instrumente sich ganz auf die Begleitung der Choralmelodie beschränken und der  wie eine Choralmotette von vorsätzlich altertümlichem Zuschnitt wirkt. Der cantus firmus wird vom Alt in langen Noten gesungen, verstärkt von den Oboen. Jede Zeile wird durch imitatorische Einsätze der Unterstimmen über dieselbe Thematik vorbereitet. Satz 2 ist ein secco-Rezitativ, das in zwei Zeilen zum Arioso erweitert ist. Diese Zeilen zitieren den Text wörtlich aus dem Choral und sind adagio überschrieben. Die Alt-Arie ist in neuem Stil geschrieben und wird von lebhaften Figurationen einer Solo-Violine begleitet. Das Bass-Rezitativ wird von Streichern begleitet. Im ersten Teil der Tenor-Arie konzertieren Oboen und Streicher, während der Mittelteil nur vom continuo begleitet wird. Der Schlusschoral ist ein schlichter vierstimmiger Satz, in dem alle Instrumente colla parte spielen.

## Ausgewählte Einspielungen
- J.S. Bach: Das Kantatenwerk - Sacred Cantatas Vol. 1, Nikolaus Harnoncourt, Wiener Sängerknaben & Chorus Viennensis, Concentus Musicus Wien, Paul Esswood, Kurt Equiluz, Max van Egmond, Teldec 1971
- Die Bach Kantate Vol. 39, Helmuth Rilling, Gächinger Kantorei, Bach-Collegium Stuttgart, Helen Watts, Aldo Baldin, Walter Heldwein, Hänssler 1979
- J.S. Bach: Complete Cantatas Vol. 10, Ton Koopman, Amsterdam Baroque Orchestra & Choir, Michael Chance, Paul Agnew, Klaus Mertens, Antoine Marchand 1998
- Bach Cantatas Vol. 2: Paris/Zürich, John Eliot Gardiner, Monteverdi Choir, English Baroque Soloists, Daniel Taylor, James Gilchrist, Stephen Varcoe, Archiv Produktion 1999
- J.S. Bach: “O Ewigkeit du Donnerwort” - Cantatas BWV 2, 20 & 176, Philippe Herreweghe, Collegium Vocale Gent, Ingeborg Danz, Jan Kobow, Peter Kooij, Harmonia Mundi France 2002
- J.S. Bach: Cantatas Vol. 29 – Cantatas from Leipzig 1724, Masaaki Suzuki, Bach Collegium Japan & Concerto Palatino, Pascal Bertin, Gerd Türk, Peter Kooij, BIS 1461 2004
- J.S. Bach: Cantatas for the Complete Liturgical Year Vol. 7 Cantatas BWV 20 · 2 · 10, Sigiswald Kuijken, La Petite Bande, Siri Thornhill, Petra Noskaiová, Marcus Ullmann, Jan van der Crabben, Accent 2007